# Capomandamento
Il capomandamento è una personalità rappresentativa di alto livello di Cosa nostra. Eletto per votazione, egli diviene il punto di riferimento di un gruppo di tre famiglie confinanti tra loro, riunite per l'appunto in un mandamento.
La famiglia, anche detta cosca, è l'unità principale della mafia siciliana sul territorio. Ad essa va il compito di governare una determinata zona, dalla quale prende il nome.
Tutti i capimandamento della provincia di Palermo, riuniti, formano la Commissione provinciale, detta anche Cupola, che ha in sé il potere direttivo e deliberativo dell'organizzazione al fine di evitare conflitti tra le famiglie. La Commissione è presieduta da uno dei capimandamento, inizialmente chiamato segretario, eletto direttamente dagli altri membri.
Salvatore "Cicchiteddu" Greco, incaricato di dirigere la prima Commissione nel 1957, definì insieme ad altri mafiosi le regole fondamentali di quest'ultima: il capomandamento, scelto da due o tre cosche contigue, doveva essere un personaggio di secondo rango all'interno della cosca di appartenenza e non il capofamiglia. Egli avrebbe rappresentato il proprio mandamento all'interno della Commissione, deliberando insieme agli altri capimandamento gli atti coercitivi dell'organizzazione, come ad esempio l'uccisione di "uomini d'onore" e di soggetti esterni, togliendo ai capi delle singole cosche il potere di vita e di morte sugli altri mafiosi del territorio. Tuttavia, l'originale divieto di congiungere in una sola persona il ruolo di capofamiglia e quello di capomandamento non venne rispettato da tutti.